# Trinity Desktop Environment
Chronologie des versions
K Desktop Environment 3 (en)

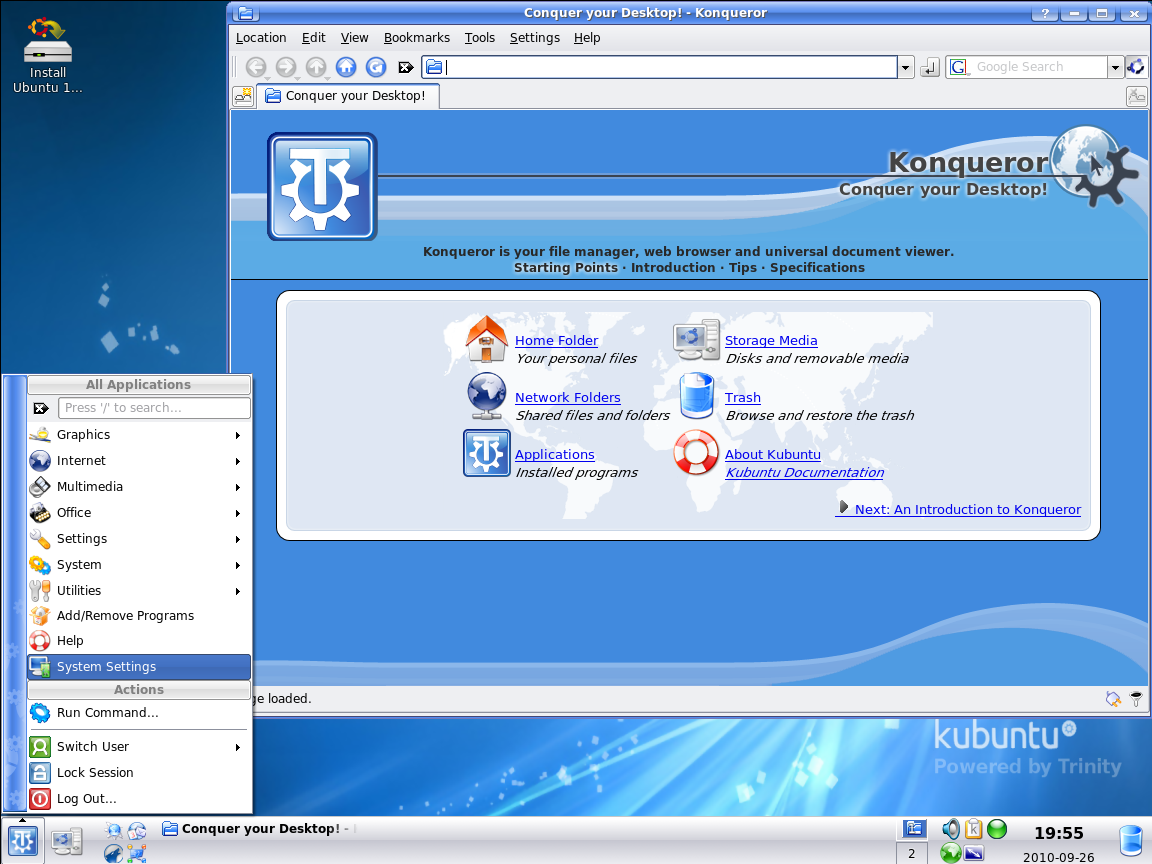
Trinity 3.5.12 pour Kubuntu

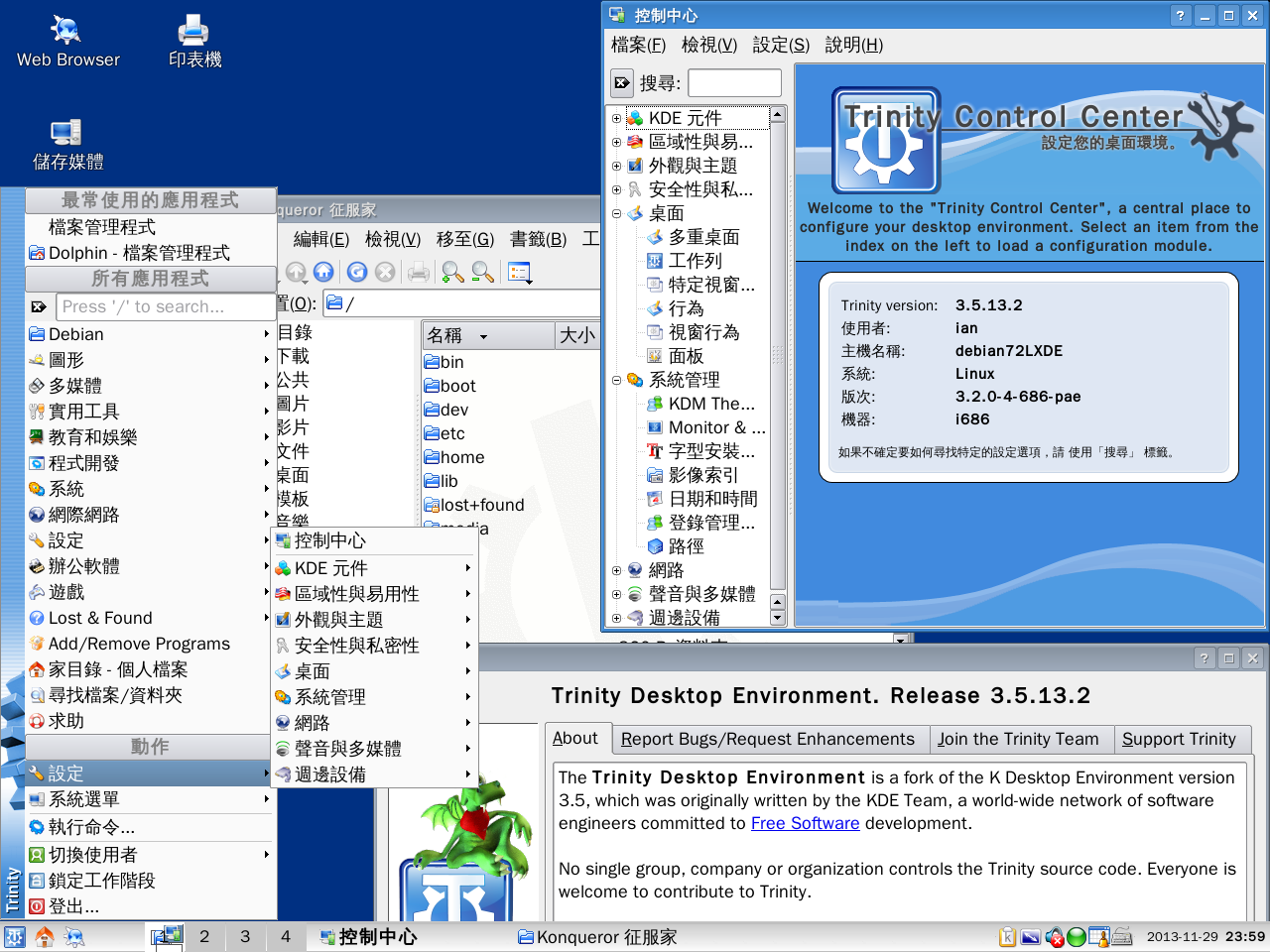
Trinity 3.5.13.2 (en chinois traditionnel)

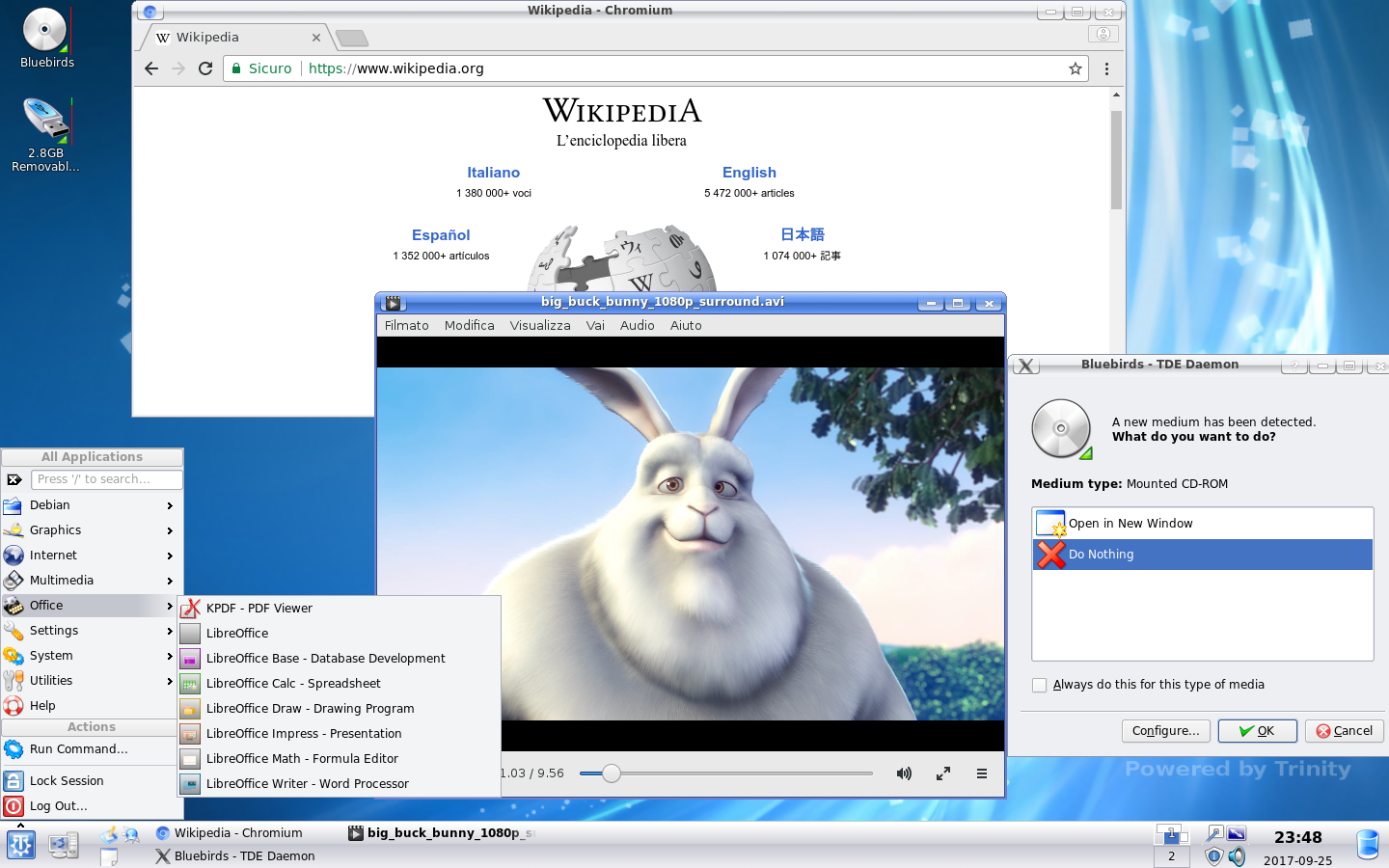
Trinity R14.0.4, version Kubuntu

Trinity Desktop Environment (TDE) est un environnement de bureau complet conçu pour les systèmes d'exploitation GNU/Linux et autres apparentés UNIX, destiné aux utilisateurs d'ordinateurs préférant un modèle de bureau traditionnel, et est un logiciel libre,. Né comme un embranchement logiciel de KDE 3.5 en 2010, il a été créé à l'origine par Timothy Pearson, qui avait coordonné les remixes de Kubuntu avec KDE 3.5 après que Kubuntu soit passé à KDE Plasma 4.
TDE est désormais un projet totalement indépendant avec sa propre personnalité et équipe de développement, disponible pour diverses distributions GNU/Linux, BSD et DilOS. Le projet est actuellement dirigé par Slavek Banko.
Les versions TDE visent à fournir un bureau stable et hautement personnalisable, des corrections de bogues en continu, des fonctionnalités supplémentaires et une compatibilité avec le matériel récent. Trinity est disponible sous forme de paquet pour Debian/Devuan, Ubuntu, Devuan, Raspberry Pi OS, Fedora, Red Hat Enterprise Linux, Mageia, OpenSUSE, Slackware et diverses autres distributions et architectures. Il est également utilisé comme environnement de bureau par défaut d'au moins deux distributions GNU/Linux, Q4OS et Exe GNU/Linux,. Depuis la version 3.5.12 (sa deuxième version officielle), TDE utilise son propre embranchement logiciel de Qt3, connu sous le nom de TQt3, afin de faciliter l'installation éventuelle de TQt aux côtés des versions ultérieures de Qt.

## Versions
Les premières versions de Trinity utilisaient un schéma de version basé sur celui de K Desktop Environment 3.5, dont il était issu. La version R14.0 a adopté un nouveau schéma de version, pour empêcher les comparaisons avec KDE basées uniquement sur le numéro de version et un nouveau thème visuel. Ce nouveau thème visuel était basé sur l'arrière-plan « KDE Lineart » inclus dans le package de fonds d'écran pour KDE 3.4 et couvrait l'arrière-plan du bureau. Il était nommé « Trinity Lineart » avec l'écran de démarrage et les « écrans d'informations sur l'application » (pour certaines applications comme Konqueror et Trinity Control Center) et des bannières (pour certaines autres applications comme KPersonalizer et Kate). Les thèmes des fenêtres, des gadgets et des icônes sont restés intacts, mis à part le remplacement de tous les logos KDE par les logos Trinity.
Avant cela, Trinity gardait le thème visuel de KDE 3.5, mais remplaçait « KDE 3.5 » par « TDE », dans une police qui n'est pas la police « Kabel Book »  utilisée par KDE, bien que le K-Menu ait son image latérale simplement « Trinity » au lieu de « TDE ». Les versions de Kubuntu, d'autre part, utilisaient l'arrière-plan « Crystal Fire » inclus comme arrière-plan de bureau par défaut, ainsi que l'image latérale du K-Menu, des éléments de menu plus grands et la disposition des menus de Kubuntu 8.04.